# Volt Česko
Volt Tschechien (tschechisch: Volt Česko, Abkürzung Volt) ist eine sozialliberale politische Partei in Tschechien und der tschechische Ableger von Volt Europa.

## Geschichte

Mitgliedsverbände von Volt Europa (dunkelviolett) und assoziierten Parteien (hellviolett). Die Grenzen der Europäischen Union sind rot dargestellt.

Volt Česko wurde 2019 gegründet und war in der Tschechischen Republik vom 11. April 2021 bis zum 28. Juni 2022 als eingetragener Verein Volt Česká Republika tätig, um die Parteigründung vorzubereiten und Unterschriften zu sammeln. Die Vorsitzenden des Vereins waren Karolina Machová und Adam Hanka, Jan Klátil war Schatzmeister. Am 29. Juni 2022 wurde Volt Česko registriert und als Partei zugelassen.
Bei den Kommunalwahlen 2022 in Prag trat die Partei zum ersten Mal bei einer Wahl an und erhielt 4.816 Stimmen (0,14 %).
Im Oktober 2022 war Volt Tschechien Gastgeber der Generalversammlung von Volt Europa. Im Oktober 2023 gaben Volt und Senator 21 bekannt, dass sie mit einer gemeinsamen Liste bei den Europawahlen antreten werden. Im November wählte die Partei Adam Hanka und Barbora Hrubá zum Spitzenkandidaten der Partei für die Europawahlen. Die gemeinsame Liste mit der Spitzenkandidatin Lenka Helena Koenigsmark erreichte 9.955 (0,34 %).

## Programmatik

### Europäische Politik
Als europäische Partei strebt Volt die Reform der Europäischen Union als zentrales Ziel an. Die Partei befürwortet den europäischen Föderalismus und unterstützt eine stärkere europäische Integration. Das Europäische Parlament soll gestärkt werden und die Befugnis erhalten, selbst Gesetze zu entwerfen und einen Premierminister einer europäischen Regierung zu wählen. Außerdem sollen eine gemeinsame Verteidigungspolitik und eine gemeinsame europäische Armee geschaffen werden. Das Vetorecht der Nationalstaaten soll abgeschafft werden, um die Blockade innerhalb der EU zu beenden.

### Umweltschutz, Klimaschutz und Mobilität
Die Partei sieht den Klimawandel als eine der größten Herausforderungen, die es zu bewältigen gilt. In diesem Zusammenhang sieht Volt die Kernkraft als Teil des Energiemixes beim Übergang zu einer kohlenstoffneutralen Wirtschaft, lehnt aber die Aufnahme von Gas in die grüne Taxonomie der EU-Kommission ab. Der Kohleabbau im Land soll beendet werden, mit dem Ziel eines kohlenstoffneutralen Europas bis 2040. Um dies zu erreichen, sollen u. a. Solarenergie und Wärmepumpen gefördert werden. Außerdem soll mittelfristig eine Kreislaufwirtschaft erreicht werden, um Ressourcen zu schonen. Der öffentliche Nahverkehr soll gefördert und der Schienenverkehr deutlich ausgebaut werden.

### Sozialpolitik
Volt setzt sich für mehr Gleichberechtigung ein. Die Partei setzt sich für die Rechte und Gleichberechtigung von LGBTQ ein. Sie befürwortet unter anderem die Ehe für alle sowie die Einführung des 3. Geschlechts. Der soziale Wohnungsbau soll gefördert werden.
Auf kommunaler Ebene befürwortet die Partei die Einführung von Ausländerbeiräten als Beratungsgremium für die Gemeinderäte.

### Wirtschaftspolitik
Existenzgründungen und neue Unternehmen sollen gefördert werden. Die Partei unterstützt die Einführung des Euro als Währung.

### Sicherheitspolitik
Volt unterstützt eine gemeinsame EU-Verteidigungspolitik und eine gemeinsame europäische Armee, die als gleichberechtigter Partner neben den USA in der NATO existiert. Die Partei argumentiert, dass die nationalen Parteien nicht mehr in der Lage sind, die Sicherheit in Europa zu gewährleisten.
Volt schlägt vor, die Grundlage für eine gemeinsame Verteidigungspolitik zu schaffen, indem die Ausrüstung durch gemeinsame Rüstungsaufträge standardisiert wird.

## Organisation

### Parteivorstand
Nach der Gründung der Partei wurde der bisherige Vorsitzende der Vereinigung, Adam Hanka, zum Parteivorsitzenden gewählt.

### Finanzen
Die Partei finanziert sich durch Spenden von Privatpersonen, während Spenden von Unternehmen und juristischen Personen verboten sind. Alle Spenden werden in einem Transparenzkonto veröffentlicht und nicht-finanzielle Spenden werden auf der Website der Partei veröffentlicht.